# Holotrichapion wollastoni
Holotrichapion wollastoni é uma espécie de insetos coleópteros polífagos pertencente à família Apionidae.
A autoridade científica da espécie é Chevrolat, tendo sido descrita no ano de 1852.
Trata-se de uma espécie presente no território português.